# Jirka (Vorname)
Jirka ist ein ursprünglich tschechischer männlicher Vorname mit der Bedeutung „Bauer“, der auch im deutschsprachigen Raum vorkommt. Der Name ist ein Hypokoristikum von Jiří, der seinerseits die tschechische Form von Georg darstellt.

## Namensträger
- Jirka Arndt (1973–2024), deutscher Langstreckenläufer
- Jirka Dell’Oro-Friedl (* 1965), deutscher Ingenieur und Hochschullehrer für Digitale Medien
- Jirka Letzin (* 1971), deutscher Schwimmer
- Jirka Pfahl (* 1976), deutscher Medienkünstler
- Emanuel Jirka Propper (1863–1933), Schweizer Architekt und Technikums-Lehrer
- Jirka Wartenberg (* 1945), deutscher Sänger und Gitarrist